# Metrica di Reissner-Nordström
In fisica e astronomia, la metrica di Reissner-Nordström è una soluzione statica alle equazioni di campo di Einstein nello spazio vuoto, che corrisponde al campo gravitazionale di un corpo sfericamente simmetrico, carico, non-rotante e di massa M.

## La metrica
Scoperta da Hans Reissner e Gunnar Nordström, la metrica può essere scritta come
{\displaystyle c^{2}(d\tau )^{2}=\left(1-{\frac {r_{s}}{r}}+{\frac {r_{Q}^{2}}{r^{2}}}\right)c^{2}(dt)^{2}-{\frac {(dr)^{2}}{1-{\dfrac {r_{s}}{r}}+{\dfrac {r_{Q}^{2}}{r^{2}}}}}-r^{2}d\Omega ^{2}}
dove 
τ è il tempo proprio (tempo misurato da un orologio che si muove con la particella) in secondi,
c è la velocità della luce in metri per secondo,
t è il tempo coordinata (misurato da un orologio stazionario all'infinito) in secondi,
r è la coordinata radiale (circonferenza di un cerchio centrato sulla stella divisa da 2π) in metri,
{\displaystyle \Omega } un punto sulla sfera bidimensionale {\displaystyle S^{2}},
{\displaystyle d\Omega ^{2}\equiv g_{\Omega }=\left(d\theta ^{2}+\sin ^{2}\theta \,d\phi ^{2}\right)}, i.e. la metrica su una sfera bidimensionale di raggio unitario,
rs è il raggio di Schwarzschild (in metri) del corpo massivo, il quale è relazionato alla sua massa M da
{\displaystyle r_{s}={\frac {2GM}{c^{2}}}}
dove G è la costante gravitazionale, e
rQ è una lunghezza di scala corrispondente alla carica elettrica Q della massa
{\displaystyle r_{Q}^{2}={\frac {Q^{2}G}{4\pi \epsilon _{0}c^{4}}}}
dove 1/4πε0 è la costante della forza di Coulomb.
Nel limite in cui la carica Q (o in modo equivalente, la lunghezza scala rQ) vada a zero, si recupera la metrica di Schwarzschild. La classica teoria newtoniana della gravità può allora essere riottenuta quando il rapporto rs/r va a zero. In questo limite, la metrica ritorna alla metrica di Minkowski per la relatività speciale
{\displaystyle c^{2}(d\tau )^{2}=c^{2}(dt)^{2}-(dr)^{2}-r^{2}(d\Omega )^{2}.\,}
In pratica, il rapporto rs/r è quasi sempre molto piccolo. Per esempio, il raggio di Schwarzschild rs della Terra è approssimativamente 9 mm (³⁄8 pollici); siccome un satellite in un'orbita geosincrona ha a raggio r che è approssimativamente quattro miliardi di volte più grande, a 42,164 km (26,200 miglia). Anche sulla superficie della Terra le correzioni alla gravità newtoniana sono solo una parte su un miliardo. Il rapporto diventa grande solo vicino ai buchi neri ed altri oggetti molto compatti come le stelle di neutroni.

## Buchi neri carichi
Sebbene i buchi neri carichi con {\displaystyle r_{Q}\ll r_{s}} sono simili al buco nero di Schwarzschild, essi hanno due orizzonti: l'orizzonte degli eventi e un orizzonte di Cauchy interno. Come al solito, l'orizzonte degli eventi per lo spaziotempo può essere trovato analizzando l'equazione
{\displaystyle g_{tt}=1-{\frac {r_{s}}{r}}+{\frac {r_{Q}^{2}}{r^{2}}}=0.}
Questa equazione quadratica per r ha soluzioni
{\displaystyle r_{\pm }={\frac {r_{s}\pm {\sqrt {r_{s}^{2}-4r_{Q}^{2}}}}{2}}.}
Questi orizzonti degli eventi concentrici diventano degeneri per {\displaystyle 2r_{Q}=r_{s}} alla quale corrisponde un buco nero estremale. Si pensa che i buchi neri con {\displaystyle 2r_{Q}>r_{s}} non possano esistere in natura a causa della presenza di una singolarità nuda; a tale proposito si veda la ipotesi di censura cosmica di Roger Penrose. Le teorie di supersimmetria di solito garantiscono che tali buchi neri "superestremali" non possano esistere.
Il potenziale elettromagnetico è
{\displaystyle A_{\alpha }=\left({\frac {Q}{r}},0,0,0\right).}
Se vengono inclusi anche i monopoli magnetici, allora si può generalizzare il risultato includendo la carica magnetica {\displaystyle P}, ovvero sostituendo {\displaystyle Q^{2}} con {\displaystyle Q^{2}+P^{2}} nella metrica e includendo il termine {\displaystyle P\cos \theta d\phi } nel potenziale elettromagnetico.

## Correzioni quantistiche alla metrica
In certe teorie di gravità quantistica, la metrica classica di Reissner–Nordström riceve correzioni quantistiche. Un esempio di ciò è dato da un approccio di teoria di campo effettiva iniziato da Barvinsky e Vilkovisky negli anni Ottanta. Al secondo ordine in curvatura, all'azione di Einstein-Hilbert vengono aggiunti nuovi termini, locali e non-locali:
{\displaystyle \Gamma =\int d^{4}x\,{\sqrt {-g}}\,{\bigg (}{\frac {R}{16\pi G_{N}}}+c_{1}(\mu )R^{2}+c_{2}(\mu )R_{\mu \nu }R^{\mu \nu }+c_{3}(\mu )R_{\mu \nu \rho \sigma }R^{\mu \nu \rho \sigma }{\bigg )}-\int d^{4}x{\sqrt {-g}}{\bigg [}\alpha R\ln \left({\frac {\Box }{\mu ^{2}}}\right)R+\beta R_{\mu \nu }\ln \left({\frac {\Box }{\mu ^{2}}}\right)R^{\mu \nu }+\gamma R_{\mu \nu \rho \sigma }\ln \left({\frac {\Box }{\mu ^{2}}}\right)R^{\mu \nu \rho \sigma }{\bigg ]},}
dove {\displaystyle \mu } è una scala di energia. I valori esatti dei coefficienti {\displaystyle c_{1},c_{2},c_{3}} sono sconosciuti, in quanto dipendono dalla ipotetica teoria unificata di gravità quantistica. Al contrario, i coefficienti {\displaystyle \alpha ,\beta ,\gamma } sono perfettamente calcolabili.
L'operatore {\displaystyle \ln \left(\Box /\mu ^{2}\right)} ha la rappresentazione integrale
{\displaystyle \ln \left({\frac {\Box }{\mu ^{2}}}\right)=\int _{0}^{+\infty }ds\,\left({\frac {1}{\mu ^{2}+s}}-{\frac {1}{\Box +s}}\right).}
I nuovi termini nell'azione portano a una modifica della soluzione classica. La metrica di Reissner-Nordström con le correzioni quantistiche, valida all'ordine {\displaystyle {\mathcal {O}}(G^{2})} è stata trovata da Campos Delgado:
{\displaystyle ds^{2}=-f(r)dt^{2}+{\frac {1}{g(r)}}dr^{2}+r^{2}d\theta ^{2}+r^{2}\sin ^{2}\theta d\phi ^{2},}
dove
{\displaystyle f(r)=1-{\frac {2GM}{r}}+{\frac {GQ^{2}}{r^{2}}}-{\frac {32\pi G^{2}Q^{2}}{r^{4}}}{\bigg [}c_{2}+4c_{3}+2\left(\beta +4\gamma \right)\left(\ln \left(\mu r\right)+\gamma _{E}-{\frac {3}{2}}\right){\bigg ]},}
{\displaystyle g(r)=1-{\frac {2GM}{r}}+{\frac {GQ^{2}}{r^{2}}}-{\frac {64\pi G^{2}Q^{2}}{r^{4}}}{\Big [}c_{2}+4c_{3}+2\left(\beta +4\gamma \right)\left(\ln \left(\mu r\right)+\gamma _{E}-2\right){\Big ]}.}